# ドラえもんのひみつ道具 (1979年のテレビアニメ は-ほ)
「ドラえもんのひみつ道具 (1979年のテレビアニメ は-ほ)」では、藤子・F・不二雄原作のテレビアニメ『ドラえもん』（第2作第1期）に登場するひみつ道具のうち、名称の読みが「は」で始まるものから「ほ」で始まるものまでを列挙する。

## バーチャルゲームボード
声 - 松本さち
バーチャルゲームボードは、「バーチャルゲームボード」（2001年1月19日放送、映像ソフト未収録）に登場する。
見た目はボードゲームのようだが、バーチャル世界に入ってプレイするゲームが9つ用意されている。ゲームの種類を選択する9つのパネルから1つを選択し、ゲームレベルを1から5の中から決定して、ボードの上に浮かび上がった立体映像に飛び込むとゲームが始まる。ゲームはバーチャル世界の中のこととはいえ、ゲーム中に負傷すると実際に負傷することになる。そのため、ゲームレベルは2より上にしないほうが望ましい。
作中では西部劇の「PK牧場の決闘」、インディージョーンズのような「南海の秘宝」、恐ろしい魔物が多数登場する「魔界大冒険」をプレイしている。

## ハートすっきりシート
ハートすっきりシートは、「ハートすっきりシート」（2002年8月16日放送、映像ソフト未収録）に登場する。
ハートマークの形をした薄手のシート。これを任意の者の体（額など）に貼ってはがすと、楽しかったころを思い出して心の中がすっきりするので、怒りや恐怖の感情が消滅する。シートを貼ったままにしておくと、シートをはがすまで、昔の思い出から抜け出せなくなる。

## バイバイ音叉
バイバイ音叉（バイバイおんさ）は、「のび太がいっぱい」（2003年1月31日放送、映像ソフト未収録）に登場する。
音叉をかたどった道具。音叉には弦が張ってあり、これを弾いて鳴らすと、使用者の身体を構成する原子が揺さぶられ、原子をひとつおきに弾き出して使用者の分身を作り出す。分身を作成すると、2人それぞれの体重は元の半分ずつになる。分身をさらに分身させることもできるが、その場合はさらに体重が軽く、体力も弱くなる上に、体色が透けることもある。
このエピソードは、漫画『ドラえもん』の作者である藤子・F・不二雄の別作品『キテレツ大百科』のエピソードの1つ「キテレツの団体」を『ドラえもん』向けにアレンジしたような内容であり、バイバイ音叉は「キテレツの団体」に登場する分身機と同様の効果になっている。
道具名の表記は『読売新聞』2003年1月31日夕刊による。

## はがしスプレー
はがしスプレーは、「空間接着剤でピッタンコ」（1995年6月2日放送、映像ソフト未収録）に登場する。
空間接着剤で接着した箇所にこのスプレーを噴射すると、瞬時に接着がはがれる。「空間接着剤でピッタンコ」に登場する空間接着剤はスプレータイプであり、はがしスプレーを使わないと絶対にはがすことができない。

## バキューム蚊
バキューム蚊（バキュームか）は、「バキューム蚊」（2002年5月10日放送、映像ソフト未収録）に登場する。
このヘルメットをかぶると羽が生えて、体が蚊のように小さくなる。その状態で、任意の者の首元で、蚊が血を吸うようにヘルメットの先端（蚊の嘴のようにストローになっている）を突き刺すと、相手の任意の記憶を吸い取って忘れさせることができる。なお、使いすぎると副作用（？）として蚊取り線香が苦手になる。のび太はこれを使ってスネ夫たちの記憶を消したが、前述の通り蚊取り線香を見るなりたまらず逃げ出した。これにはドラえもんも「まだバキューム蚊の記憶が消えてないみたいだ」と呆れていた。
同様の道具としてドラキュラセットがある。

## バキュームゾウ
バキュームゾウは、「バキュームゾウ」（2004年1月16日放送、映像ソフト未収録）に登場する。
ゾウをかたどったロボット。「――を吸い込め」と命じると鼻で対象物の吸い込みを開始し、「止まれ」と命じると吸い込みを停止する。尾を引っ張ると吸い込んだものを鼻から噴出する。
同様の道具にお助け吸いとりくん、すいとるゾウがある。

## 爆笑コショウ
爆笑コショウ（ばくしょうコショウ）は、「爆笑コショウ」（2003年6月20日放送、映像ソフト未収録）に登場する。
このコショウを撒かれた者はしばらく笑いが止まらなくなり、怒りの感情も忘れてしまう。

## 爆睡ハーブ
爆睡ハーブ（ばくすいハーブ）は、「爆睡ハーブ」（2003年8月1日放送、映像ソフト未収録）に登場する。
この花をふると昼間には眠くなる気体を出す。ハーブを吸うと明日の朝まで絶対に起きない。日が沈んでからはその逆に眠くならない気体を出し、明日の朝まで起きられるような元気が出るという副作用がある。作中では夏祭り会場のステージで歌うジャイアンを止めるために使用されたが、日没後のため前述の仕様によりジャイアンは覚醒、ステージ上の照明や音響機器を破壊するほどの声で一晩中歌い続けた。

## バクハツメイカー
バクハツメイカーは、「バクハツメイカー」（1997年12月22日放送、DVD『ドラえもん コレクション・スペシャル 冬の5』に収録）に登場する。
食べ物等あらゆるものを作る鍋。鍋の中に材料を入れてふたをし、作りたい物品の名称をキーボードで入力してスイッチを入れると、爆発と共に鍋のふたが吹き飛んで、鍋の中に物品ができあがる。鍋は四次元ポケットのように大きな物でも中に入れる事が出来る。作中では描かれないが、完成したものを鍋に入れ、その材料を入力して稼働すれば元の材料に戻るとのび太は推測しており、ドラえもんも納得している。作中で製造したものと、その材料にしたものは以下のとおり。
どら焼き
小麦粉、小豆、ふくらし粉、砂糖、卵を使用。ドラえもんが食べるために作った。
湯のみ茶碗
土、水、絵の具を使用。のび太がのび助の湯飲み茶碗を割ってしまったため、作った。しかし、あまりにも上手に出来過ぎたため、陶芸に詳しい男性が高値で買い取ろうとした。
漫画本
ベニヤ板、木の枝、インク、ペン、漫画家フニャコフニャ夫のサイン入りブロマイドを使用。5冊ぐらいの漫画ができた。
ロボット（ノビドラ1号）
おもちゃ、懐中電灯、扇風機、ドライヤー、掃除機、車輪付の椅子を使用。ドラえもん曰く「野比家のすべてを結集したハイテクロボット」。強風を発生させて宙に浮かぶ扇風機モード、車輪を利用して高速移動する椅子モード、ラジコンロボットを溶かすほどの熱風を出すドライヤーモード、人間など大きな物を吸引する掃除機モード等、家電製品をもとにした各種モードを搭載している。

## 発電王エネソン
発電王エネソン（はつでんおうエネソン）は、「発電王エネソン」（1999年1月22日放送、映像ソフト未収録）に登場する。
クリーンなエネルギーで電力の損失を補うための道具。わずかな風、夜間の星の光、日中の太陽光などを利用して発電することができる。コンセントが1つあり、プラグを1つ接続することができる。ウルトラモーターローラースケートなどの対応機器があればワイヤレス送電も可能。

## ハッピー
ハッピーは、「ハッピー」（2000年6月16日放送、映像ソフト未収録）に登場する。
法被（はっぴ）をかたどった道具。表面が桃色で、裏面が水色になっている。これを羽織ると、着用者に幸せ（ハッピー）なことが連続して起こる。裏返して着ると不幸なことが連続して起こる。

## ハッピーハウス
ハッピーハウスは、「ドラミのハッピーハウス」（2002年6月7日放送、映像ソフト未収録）に登場する。
スノードームのような形の道具。これを家に設置すると、家の感じ変換機でいい家にしたときのようになる。たとえば玄関へ入るとくす玉が割れて歓迎され、スリッパが踊るように足元へ現れ、階段がピアノの鍵盤のようになり、電灯はシャンデリアのように輝く。
同様の道具にスーパーデラックスハッピーハウス、#ビックリハウスがある。

## パトルール隊
パトルール隊（パトルールたい）は、「行け! パトルール隊」（2004年3月19日放送、映像ソフト未収録）に登場する。
5名の小人で構成される自警団。駐車違反や騒音公害に厳しく、ルールに反した者には体をくすぐって強制的に謝罪させたり、ロープで体を縛り付けたり、その者の所持品を壊したりする。
腹部には四次元ポケットのようなものを装着しており、機械類を分解および破壊する工具をそのポケットから出したりする。劇中では、しずかのバイオリンの音を騒音と誤解して彼女を怒らせたり（のび太が逃げ出した際はしずかが号泣する場面もあった）、のび太がおじさんからもらったラジコンカーを道路に置きっぱなしにして駐車違反と誤解してラジコンを破壊するなど、少しやりすぎる面もある。

## パニックアース
パニックアースは、「パニックアース」（1999年4月9日放送、映像ソフト未収録）に登場する。
電化製品に用いるアースを模した道具。任意の者の背面に取り付けると、怒りや焦りの感情が電流となって地面に逃げるため、落ち着いた受け答えをすることができるようになる。使用中のアースを踏むと「感電」し、アース着用者から逃げた怒りや焦りの感情がうつってしまう。また感電した者に触れた者も、同じく感電して同じ感情を持ってしまい、さらにアース着用者にもうつることがあるため、アースが意味を成さなくなるおそれがある。

## ハラペコおにぎり
ハラペコおにぎりは、「ハラペコおにぎり」（1992年6月5日放送、映像ソフト未収録）に登場する。
このおにぎりをひと口かじると、その数十倍空腹になる。このおにぎりを食べれば食べるほど空腹になる。未来の国で子供の偏食を矯正するために開発された道具。

## バランスシーソー
バランスシーソーは、「バランスシーソー」（1999年7月23日放送、映像ソフト未収録）に登場する。
見た目はミニチュアのシーソーだが、白いボタンを押すと普通の大きさになる。握りこぶしの絵がかかれたボタンを押して、シーソーの両端に2人が着席すると、体力の大きいほうが下がり、体力の小さいほうが上がった状態になるが、自動的に体力の差が調整されて等しくなる。シーソーを使用して体力が調整された状態であっても、一度力を使うと元の体力に戻る。握りこぶしの絵がかかれたボタンの代わりに、鉛筆の絵がかかれたボタンを押すことで、知力を調節することもできる。

## バルーンシューズ
バルーンシューズは、「バルーンシューズ」（1997年8月8日放送、映像ソフト未収録）に登場する。
靴の底についた風船の力で跳躍力を挙げる道具。

## パワーアップメガフォン
パワーアップメガフォンは、「パワーアップメガフォン」（1991年11月15日放送、映像ソフト未収録）に登場する。
虎縞のメガフォン。このメガフォンで応援された者はパワーアップする。

## バンジーカタパルト
バンジーカタパルトは、「バンジーカタパルト」（2002年1月11日放送、映像ソフト未収録）に登場する。
バンジージャンプの発射台。目的となる場所や者を音声で指定すると、レーダーで探し出してモニターテレビにその様子を映し出す。カタパルトの定位置につくと腹部を固定されてロープでつながれる。発射レバーを手で下げると発射される。「発射」と声を発することでも、自動的にレバーが下りて発射されるので、操作者がいなくても1人で使用できる。目的を果たすと瞬時にカタパルトのある場所へ引き戻され、安全に受け止めてくれる。あくまで目的を達成して戻る道具なので、逃げる目的では使えない（遠くに逃げた所で結局元の場所に戻ってしまう為）。

## 反対グローブ
反対グローブ（はんたいいグローブ）は、「反対グローブ」（1996年1月26日放送、映像ソフト未収録）に登場する。
このボクシンググローブを手にはめ、他人を殴ろうとすると、反対に自分をなぐってしまう。
同様の道具にけんか手ぶくろがある。

## 万能コピー紙
万能コピー紙（ばんのうコピーし）は、「なんでも引き受け会社」（1985年3月29日放送、映像ソフト未収録）に登場する。
この紙束の上にかいたことは、下のすべての万能コピー紙に写る。
この作品の原作である「なんでもひきうけ会社」（てんとう虫コミックス『ドラえもん』第37巻に収録）では「万能コピー」という道具の名前が登場するが、作中では道具の詳細は描かれていない。

## ビッグ音波ハンマー
ビッグ音波ハンマー（ビッグおんぱハンマー）は、「あらいぐも」（2004年7月2日放送、映像ソフト未収録）に登場する。
このハンマーで叩かれた物体は、ハンマーから伝わる音波によって粉砕される。

## ビックリハウス
ビックリハウスは、「ドラミのハッピーハウス」（2002年6月7日放送、映像ソフト未収録）に登場する。
スノードームのような形の道具。これを家に設置すると、家が深い森の中の廃屋のような雰囲気になる。家の中は薄暗く、あちこちに大きなクモの巣が張られ、突然電話のベルが鳴って訪問者を驚かせた上、その電話に出ると電話線が身体を緊縛する。突然スリッパを足元へ飛び出させ、それをはくと勝手に走り出して壁に正面衝突したりする。階段を上ると途中で段差が急な斜面に変わってすべり落とす。
同様の道具にスーパーデラックスハッピーハウス、#ビックリハウス、家の感じ変換機がある。

## びっくり変身クッキー
びっくり変身クッキー（びっくりへんしんクッキー）は、「びっくり変身クッキー」（1997年7月11日放送、映像ソフト未収録）に登場する。

## ヒットラー錠
ヒットラー錠（ヒットラーじょう）は、「名画しらべ機」（1981年1月28日放送、DVD『TV版ドラえもん』第50巻に収録）に登場する。
「コーモン錠」と同様の効力を持つ錠剤。瓶のラベルにはヒットラーの似顔絵が描かれている。錠剤を飲んで名前を名乗ると、相手は誰でも「ハイル・――（服用者の名前）!」とナチス式敬礼し、命令に従ってしまう。

## VIPクリーム
VIPクリーム（ビップクリーム）は、「VIPクリーム」（1999年2月5日放送、映像ソフト未収録）に登場する。
リップクリームをかたどった道具。これを口に塗ると、周囲の者はVIPクリーム使用者をVIP待遇したくなる。塗っている間しか効かない為、食事の際などに誤って拭き取って効果が切れる可能性もある。過度に顔面に塗りたくると、周囲の者から嫌がらせに近い特別扱いを受けてしまう。

## 避雷針ヘルメット
避雷針ヘルメット（ひらいしんヘルメット）は、「落ちないカミナリ」（1997年7月18日放送、映像ソフト未収録）に登場する。
このヘルメットをかぶっていると、怒りの雷を受けなくなる。

## ピンチヒッター・メガホン
ピンチヒッター・メガホンは、「ピンチヒッター・メガホン」（2000年2月11日放送、映像ソフト未収録）に登場する。
このメガホンで「ぼくにかわって――してくれるピンチヒッター」などと言うと、自分の仕事や頼まれごとを近くにいる動物が引き受けてくれる。
ただし、あくまで動物が実行する為、仕事を遂行しない場合がなる（カラスにお使いを頼んでも、荷物を木に放置してまま帰ってこない等）。
また、内容を適切に言わないと、思わぬ出来事になる。作中では、のび太がジャイアンに追いかけられてる状態で「誰でもいいからボクのピンチヒッターを頼む」と言ったが、偶然にもジャイアンから逃げのび、パパがのび太に渡すハズだった漫画をヤギに食べさせるという出来事が起こった。

## ファイヤーとうがらし
ファイヤーとうがらしは、「のび太とのび夫」（2004年12月17日放送、映像ソフト未収録）に登場する。
唐辛子に似た形の道具。作中でこの道具についての詳しい説明はない。この唐辛子を食べると体が虹色に光った後に瞳に炎が宿り、一度だけ奇跡的な活躍を演じることができる。
道具名の表記は公式サイトの「ひみつ道具かたろぐ」による。

## ファンタ爺ヤ
声 - 松尾銀三
ファンタ爺ヤ（ファンタじーや）は、「ファンタ爺ヤ」（1993年5月14日放送、DVD『ドラえもん コレクション・スペシャル 夏の5』に収録）に登場する。
老人を模した人形型のロボット。何かがあるとゲーム感覚にさせられるが、負けるとスタート地点に戻されてしまう。

## ふうせんロボキット
ふうせんロボキット（ふうせんロボキット）は、「ふうせんロボキット」（2003年6月27日放送、映像ソフト未収録）に登場する。
カメラとアンテナのセット。カメラでぬいぐるみや写真などを撮影するとカメラの裏側から風船が出てくる。この風船を膨らますと写したもののロボットになる。自分の頭にアンテナを付けることにより、そのロボットを思い通りに動かせる。カメラで撮影したものよりも大きく膨らませる事も可能で、本物の風船と同様に軽い。針で風船を刺すと風船は消えてなくなるが風船の栓を抜いた場合はしぼんでしまう。風船は針に刺される以外は頑丈に出来ており、空気砲を跳ね返すほどの耐久力がある。

## ブーメラン折り紙
ブーメラン折り紙（ブーメランおりがみ）は、「ブーメラン折り紙」（1993年5月14日放送、映像ソフト未収録）に登場する。
遠足などで時間まで戻ってこない児童を呼び戻すために用いる道具。この折り紙でツバメを折り、戻ってきてほしい場所からそれを飛ばすと、本物のツバメのように飛び立つ。

## フキカエマイク
フキカエマイクは、「フキカエマイク」（2003年3月21日放送、映像ソフト未収録）に登場する。
このマイクについている緑色のボタンを押すと光線が出る。その光線に当たったものは、マイクにしゃべったとおりにしゃべってしまう。
同様の道具にホクロ型スピーカーとマイクがある。

## 復元ライト
復元ライト（ふくげんライト）は、「復元ライト」（1998年9月18日放送、映像ソフト未収録）に登場する。
あらゆる破損した物体を、さまざまな形で復元することのできる懐中電灯。復元光線とほぼ同じ効果の道具だが、ダイヤルで「おまかせ」「おこのみ」「ちょっと」「とりけし」の4つのモードのいずれかを選択して使用する事が可能で、復元光線の高性能版と言える。普段の使用ではダイヤルを「おまかせ」に合わせておけば事足りる。
たとえば半分に割れてしまったレコード盤にこの光線を照射すれば、復元光線を使ったときのようにかけらが合わさって1枚の新品のレコード盤に戻る。欠けのある古い土器に対して照射することで、傷もかけらもない新品の土器にするといった、タイムふろしきのようなこともできる。食べかけのケーキに照射して食べる前の状態に戻すといった、全体復元液やトカゲロンのようなこともできる。
また「おこのみモード」では、たとえば2つに割れてしまったレコード盤を、傷を残したまま割れる前の状態に戻すといったことを行える。
「とりけしモード」では、この道具で復元した物体を、道具を使用する前の状態に戻すことができる。

## 福はうちの豆
福はうちの豆（ふくはうちのまめ）は、「福はうちの豆」（1981年4月22日放送、映像ソフト未収録）に登場する。
瓢箪の中に青い豆が3粒、赤い豆が1粒入っており、青い豆を1粒食べるごとにいいことが1つ起こる。赤い豆は「鬼は外の豆」といい、食べると鬼のように怒った者から災いを受ける。

## ふたごふうせん
ふたごふうせんは、「ふたごふうせん」（2000年11月17日放送、映像ソフト未収録）に登場する。
このゴム風船をふくらますと自分そっくりの姿になる。同様の道具であるそっくりかかしやあやつりそっくり風船がしゃべれないのとは異なり、コピーロボットのようにしゃべったりと自律行動もできる。

## プライドクスグリン
プライドクスグリンは、「プライドクスグリン」（1996年10月25日放送、映像ソフト未収録）に登場する。
孫の手を模した道具。これで相手を「――の天才」「――をやらせたら日本一」などとおだて、相手がそのおだてに乗った隙にこの道具でわき腹をかくと、相手はそのプライドが何千倍にもなり、すごい力を発揮することができる。ただし、特におだてないで使った場合、予期せぬプライドをくすぐってしまう可能性もある。

## プラネタリウム式3D
プラネタリウム式3D（プラネタリウムしきスリーディー）は、「プラネタリウム式3D」（1995年9月1日放送、映像ソフト未収録）に登場する。
透明な壁のドームの中に、任意の風景を立体映像として映し出すことだできる道具。立体映像の縮尺はドームの大きさに比例する。ドームの壁にはふれることができず、ドームの外側から内側の様子は見えない。またドームの中でいくら大きな音を立てても、外にもれることはない。

## ブランドいも
ブランドいもは、「ブランドいも」（2004年4月30日放送、映像ソフト未収録）に登場する。
見た目は普通のサツマイモ。半分に割ると片方の断面から電波が出るので、それを自分に向けると、もう片方の断面に自分の顔が現れて芋はんこのようになる。それをはんこのように任意の物体に断面を押し付けると、その物体に道具使用者の顔が打印され、道具使用者の名前がついたブランド品として扱われる。打印は水にぬれると溶けて消える。
この道具は普通のサツマイモとして食べることもできるが、最初に食べた者がおならをすると、そのおならはブランド品のようにありがたがられることになる。

## プリーズカードカメラ
プリーズカードカメラは、「プリーズカード」（1997年9月19日放送、映像ソフト未収録）に登場する。

## プレゼント・ルーツ探査機
プレゼント・ルーツ探査機（プレゼントルーツたんさき）は、「プレゼントルーツ」（1995年1月27日放送、映像ソフト未収録）に登場する。
プレゼント品の出所を調べるための道具。アンテナとポータブルディスプレイで構成される。プレゼント品やそのパッケージにアンテナを取り付けると、ディスプレイにその物品がその場所にたどり着くまでの様子が、映像を逆再生あるいは巻き戻すように映し出される。
道具名の表記は『読売新聞』1995年1月27日夕刊による。

## プレミアシール
プレミアシールは、「プレミアシール」（2003年1月17日放送、映像ソフト未収録）に登場する。
5つの☆記号がかかれた正方形のシール。これを貼った物品は3日間だけプレミア品として世間から扱われるようになる。

## フワフワの素
フワフワの素（フワフワのもと）は、「ドラミの兄妹ゲンカ」（2002年6月14日放送、映像ソフト未収録）に登場する。
ケーキを焼くときに混ぜるとフワフワになるという粉末。作中ではドラえもんがしずかのケーキ作りに協力する際に使ったが、フワフワの素をどっさりと投入してオーブンに入れた結果、ケーキが膨れすぎてしずかの家はおろか周囲の町内をも覆う巨大ドーム状になってしまった。
道具名の表記は公式サイトの「ひみつ道具かたろぐ」による。

## 分身蜃気楼
分身蜃気楼（ぶんしんしんきろう）は、「二人のしずかちゃん」（2004年9月17日放送、レンタル専用VHS『21世紀テレビ文庫 テレビ版ドラえもん』第34巻に収録）に登場する。
スプレータイプの道具。このスプレーを任意の者に吹き付けると、体を覆う霧が蜃気楼となり、その者の分身を形作る。こうしてできあがった分身は本物よりも気が強く、
- ドラえもんであればネズミを逆に追い回す、
- のび太であれば一人称が「オレ」になりジャイアンにすら平気で喧嘩を売る、
- しずかならのび太を「あんた」「センスの無い男」呼ばわりするなど、本物と比較にならないほど態度が悪い、

などといった具合に外見はともかく性格は似ても似つかないものが生まれる。分身を消すには、道具のボタンを押すと出る光を当てるのだが、分身の元になった者が行わなければならない。作中では分身が本物に光を当てると本物の方が消えてしまうのではないかと危惧しているが、それを行うとどうなるのかは明らかになっていない。
道具名の表記は公式サイトの「ひみつ道具かたろぐ」による。

## ヘアーカタログセット
ヘアーカタログセットは、「ヘアーカタログセット」（1991年12月13日放送、映像ソフト未収録）に登場する。
髪型のカタログと銃のセット。カタログはさまざまな髪型の絵がかかれたカードの束になっている。好きな髪形のカードを銃にセットし、任意の者の頭を狙って撃つと、撃たれた者の頭がその髪型へと変わる。ロボットにも効果があり、引っ張っても簡単に抜けない。本来は未来の国で劇団が使う道具であり、カタログには時代劇に登場するような髪型も含まれている。セット同梱のカタログで対応しきれない髪形にも対応するため、未来の国では追加のカタログの単品販売も行っている。ただし元の髪型に戻す機能はなく、もし使用後に元に戻したければ似た髪型のカードを使用するぐらいしか方法がない。ドラえもんが持っているセットは中古品である為、カードは少なく、カタログを取り寄せても最低半日はかかる。

## ペットスプレー
ペットスプレーは、「雲のモッくん」（1994年7月1日放送、映像ソフト未収録）に登場する。
ペンギンの形をしたスプレー。これを雲に吹き付けると、吹きつけた部分がイヌの形になり、ペットのようになついてくれる。エサも散歩も不要で、しかもほえないため、だれにでも簡単に飼うことができる。普段はイヌの形をとるが、変形することもできる。雨雲や雷雲になって雨や雷を降らせることもできる。ただし水を多量に含んでしまうととんでもなく膨張してしまう。

## ペット探知機
ペット探知機（ペットたんちき）は、「キー望ド」（1997年2月21日放送、映像ソフト未収録）に登場する。

## ペット電話相談室
ペット電話相談室（ペットでんわそうだんしつ）は、「ペット電話相談室」（1995年8月18日放送、映像ソフト未収録）に登場する。
公衆電話のような形の道具。相談役になる者はあらかじめ子機を持っておく。悩みを持つペット動物がこれで電話をかけると子機につながる。子機では動物の声が人間の声に翻訳されて聞こえるので、ペット動物の悩みを人間が聞いてあげることができる。

## ヘッドハンチング
ヘッドハンチングは、「ヘッドハンチング」（2003年6月13日放送、映像ソフト未収録）に登場する。
どら焼きのようなデザインのハンチング帽。これをかぶって任意の者に触れてヘッドハンティングすると、触れられた者は使用者の誘いに乗りたくなる。帽子を脱ぐと効果は消える。

## ペットホイッスル
ペットホイッスルは、「ペットホイッスル」（2004年3月26日放送、映像ソフト未収録）に登場する。
ボタンほどの大きさの機械を任意の物に貼りつけ、このホイッスルを鳴らすと、その物がペットになる。ペットになった物は無機物であっても動物のように動く。物だけでなく人間にも使用することができる。

## 保安カンバッジ
保安カンバッジ（ほあんカンバッジ）は、「保安カンバッジ」（2003年2月7日放送、映像ソフト未収録）に登場する。
このカンバッジを胸につけると周りが西部劇の世界に見え、自分は保安官になったつもりになる。例えば迷子探しのチラシが指名手配のポスターに、車が馬車に、犬は馬に、腹痛で痛む姿が降参しているように見えるなど。
なお、のび太は最後まで現実と空想の混同に気づいていなかったが、先生とジャイアンの母はそれぞれ助けてもらった（前者は自転車を動かしてくれた、後者は腹痛になったジャイアンを送ってくれた）ことに感謝し、先生に至ってはのび太に宿題を教えることになった。これにはさすがのドラえもんも「ほめられたところで終わらない」と呆れていた。
同様の道具にサムライちょんまげがある。

## ポータブルピラミッド
ポータブルピラミッドは、「ポータブルピラミッド」（2003年11月21日放送、映像ソフト未収録）に登場する。
四角錐の形をした小さな道具。これを頭上に載せておくと、いろいろな場面に応じて自分の潜在能力を発揮することができる。作中では遠くの音を聞き取ったり、足を早くしたりした。

## ぼーナス
声 - 岸尾大輔
ぼーナスは、「ぼーナス」（2004年5月28日放送、映像ソフト未収録）に登場する。
棒の先にナスが刺さったような形の道具。日ごろがんばっている者がこれを手に持つと、棒の先のナスが激しく回転し、その者にとってうれしいこと（ボーナス）が起こる。ボーナスの度合いは使用者のがんばりに比例し、例えば小学生にとっての宿題など、当たり前の事をやった程度ではボーナスは起きない。

## 保護色ペーパー
保護色ペーパー（ほごしょくペーパー）は、「マンモスウォッチング」（2004年7月23日放送、映像ソフト未収録）に登場する。
ツアーロボット2号機ゴンザの道具。壁や地面に伏せてこの紙を広げると、紙が周囲と同じ色になり、姿をくらますことができる。
ドロロン忍者セットのカメレオン風呂敷と同じ。

## ほしい人アロー
ほしい人アロー（ほしいひとアロー）は、「ほしい人アロー」（1997年2月28日放送、DVD『ドラえもん コレクション・スペシャル 春の5』に収録）に登場する。
「ほしい人探知機」に似た機能を持つ道具。ボウガンを模しており、矢の先端には吸盤がついている。物の名前を言って矢を放つと、その物を欲しがっている人の家目掛けて矢が飛んで行き、家に貼りつく。矢の行き先は専用の「追跡ソナー」で追跡することができる。

## ポップおりがみ
ポップおりがみは、「ポップおりがみ」（2000年8月11日放送、映像ソフト未収録）に登場する。
見た目はただの折り紙だが、これを折ると本物のように動くようになる。馬などは完成すると大きくなる。水に濡れるとグシャグシャになって動かなくなる。
作中で作ったものは以下の通り。
生き物（ペガサス、鳥、蝶など）
ペガサスは子供を二人乗せて空を飛ぶ事が出来る。雨が降った時は木の下で雨宿りしてた為、濡れずに済んだ。
ロボット
人型のロボット。身長はドラえもんの半分くらい。見た目は小さいが、2体でジャイアンを倒すほど力強い。単純な性格であり、作った者の命令に忠実に行う。作中では、のび太から「折り紙とのび太を虐める者を懲らしめろ」と命令を受けた際、折り紙を片付けて帰ろうとしたドラえもん達に対してのび太の「ドラえもん達の意地悪」という言葉に反応してドラえもん達に襲いかかった。さらにそれを止めようとロボットをはたき落としたのび太にも襲い掛かった。最終的にはジャイアンとスネ夫にも襲い掛かり、5人を追い詰めるも、雨に濡れてグシャグシャになった。
城、花壇、花
城は折り紙のブロックで積んだ。雨に濡れてグシャグシャになった。
アクセサリー
王冠、マント、イヤリング等。のび太としずかが着用。雨に濡れてグシャグシャになった。
同様の道具に、テレビアニメ第2作第2期に登場する「ほんもの折紙」と同様のシリーズに登場する「いきものおりがみ」がある。

## ホメールライト
ホメールライトは、「ホメールライト」（1996年2月16日放送、DVD『ドラえもん コレクション・スペシャル 冬の2』に収録）に登場する。
手のひらサイズの懐中電灯のような道具。この道具から出る赤い光が当たった者は、道具を使用した者をほめずにはいられなくなる。どんなに悪い状況でも強引にほめる為、例えば「テストで0点を取った」時に使うと「取ろうと思って取れる点数じゃない」「いつも遊んでばかりいるからこそ取れた」など微妙なほめ方をされてしまう。自分自身に使うと激しく自画自賛するようになる。青い光を当てると元に戻る。

## ボンサインセット
ボンサインセットは、「ボンサインセット」（1993年7月23日放送、映像ソフト未収録）に登場する。
布団圧縮機のような道具。木の寿命を調べる道具がセットになっているので、まず生命力の弱まっている木を探す。その木に無色透明の袋をかぶせ、掃除機のような機械で袋の中を圧縮すると、木が盆栽サイズにまで小さくなる。こうして死滅した細胞を破棄して生命力のある細胞だけを圧縮することで、弱っていた木も元気になるというもの。

## 本音シグナル
本音シグナル（ほんねシグナル）は、第1238話「本音シグナル」（1993年4月23日放送、映像ソフト未収録）に登場する。
薄い正方形の信号灯。これを体に貼り付けられた者は、心情の状態を信号灯が青・黄・赤の3色のどれかで示す。相手の意見に同意したりするときは青色に点灯する。相手の意見に拒否したり、嘘をついたりするときは赤色に点灯する。気持ちが揺らいでいるときは黄色に点灯する。

## ホンネミラー
ホンネミラーは、「ホンネミラー」（1998年7月31日放送、映像ソフト未収録）に登場する。
小さな三角形の装置。これを鏡に貼り付けると、その鏡に映った者は本音をしゃべってしまう。ホンネミラーを貼り付けた鏡の様子は#ホンネモニターでモニタリングすることができる。

## ホンネモニター
ホンネモニターは、「ホンネミラー」（1998年7月31日放送、映像ソフト未収録）に登場する。
モニターテレビ。スイッチを入れると、#ホンネミラーを貼り付けた鏡の様子が映る。

## 本音ロボット
本音ロボット（ほんねロボット）は、「本音ロボット」（1993年4月9日放送、DVD『ドラえもん コレクション・スペシャル 夏の5』に収録）に登場する。
「コピーロボット」のような形をしたロボット。鼻のボタンを押すと押した本人そっくりになり、押した本人の本音を代わりに話すことができる。ただし、ロボットが起動中はどんな場面でも本音を話してしまうのが難点。起動停止や起動時間など、ロボットの停止の仕方は不明。また、押した本人の身を守る為「ガード機能」が付いており、殴ると殴った側が怪我をしてしまう。しかし、本人とロボット各２人２体で対峙した場合はガード機能が働かない描写があるが詳細は不明。

## 本人呼び出しビデオ
本人呼び出しビデオ（ほんにんよびだしビデオ）は、「ドラえもんに休日を？！」（2005年3月18日放送、DVD『ドラえもん みんなが選んだ心に残るお話30～台風のフー子 編～』に収録）に登場する。
外見は本人ビデオとほぼ同一。本人ビデオとの相違点として『本人ビデオ』では呼び出した人物はどんな都合があろうとも強制的に呼び出されてしまうが『本人呼び出しビデオ』の場合は呼び出した人物が呼び出された場所に成り行きで行くはめになる。それ以外は使用効果も見た目と同様ほぼ同じ。

## ほんものカンヅメ
ほんものカンヅメは、「ほんものカンヅメ」（2000年6月2日放送、映像ソフト未収録）に登場する。
ほんもの図鑑の缶詰バージョン。缶を開けると豆粒のようなものがたくさん入っており、その粒を撒くと実体化する。缶についている回収ボタンを押すと、その缶から出したものは缶の中に戻る。「世界のお菓子」の中身を食べてしまった場合は、食べたものと同じものを用意して戻さなければならない。
作中で登場した缶詰は以下のとおり。正式名称の判明した缶詰は名称をカギカッコでくくった。
- 熱帯魚（空中を泳ぐ）
- 「世界の動物 パンダ・コアラ入り」
- 小鳥
- 「積み木セット」（組み立てると本物のように動く）
- 「世界のお菓子」
- 宇宙生物

## ほんもの辞典
ほんもの辞典（ほんものじてん）は、「ほんもの辞典」（1998年10月23日放送、映像ソフト未収録）に登場する。
辞典書籍の形をした機械。本を開くように機械を開けると、右ページにボタンが、左ページにスクリーンが現れる。希望の物の名前をボタンで入力し、スクリーンに手を入れると、中から本物を取り出すことができる。
ほんもの図鑑とは異なり、取り出した食べ物は自由に食べることができる。

## ほんものだゾウ
ほんものだゾウは、「ほんものだゾウ」（2001年2月2日放送、映像ソフト未収録）に登場する。
すいとるゾウや#バキュームゾウに似た形の、小さなゾウを模した道具。このゾウの前に写真を置き、ゾウの頭にあるボタンを押すと、ゾウの鼻から光線が出て、写真に映っている者が本物になる。このゾウが出した本物は10分たつと写真に戻る。